# Kaikiitce-kaiyaah
Kaikiitce-kaiyaah (Kaikiche-kaiya, Shaahnaa'ndoon'-kaiyaah), banda Eel Wailaki Indijanaca, jezična porodica Athapaskan, na sjeverozapadu Kalifornije u području Eel rivera, nastanjena od Pine Creeka na Horseshoe Bendu pa na sjever do Chamise Creeka. 
Po ovom zadnjem vodenom toku dobivaju i ime Shaahnaa'ndoon'-kaiyaah ili  'Chamise Creek' - band'. Kaikiche-kaiya, kako speluje Swanton, imali su tri sela: Daakostaatcedin, Dindaidin ('flint place') i Naadilyaasdin. 